# Gåstjärnen (Sundsjö socken, Jämtland)
Gåstjärnen är en sjö i Bräcke kommun i Jämtland och ingår i Ljungans huvudavrinningsområde.